# Rappresentanti del Montana
Il Montana è attualmente rappresentato alla Camera dei rappresentanti degli Stati Uniti da due delegati, eletti in distretti con il sistema first-past-the-post ogni due anni.
Il numero dei delegati è proporzionale alla popolazione dello stato; il numero attuale pari a due è salito di una unità dal 2022 a seguito dell'ultimo censimento del 2020. In passato la rappresentanza è variata rimanendo sempre tra uno, eletto in un collegio unico (at-large) e due delegati. Durante il periodo precedente all'ammissione all'Unione, il Territorio del Montana fu rappresentato da un unico deputato dal 1865 al 1889.

## Elenco

### Territorio del Montana
| N.                                             | Foto    | Rappresentante     | Partito | Partito      | Carica         | Carica          | Congresso                   | Mandati | Elezioni                                                  |
| N.                                             | Foto    | Rappresentante     | Partito | Partito      | Inizio         | Termine         | Congresso                   |         | Elezioni                                                  |
| ---------------------------------------------- | ------- | ------------------ | ------- | ------------ | -------------- | --------------- | --------------------------- | ------- | --------------------------------------------------------- |
| Il distretto venne creato il 26 maggio 1864    |         |                    |         |              |                |                 |                             |         |                                                           |
| Vacante                                        | Vacante | Vacante            | Vacante | Vacante      | 26 maggio 1864 | 6 gennaio 1865  | 38                          |         |                                                           |
| 1                                              |         | Samuel McLean      |         | Democratico  | 6 gennaio 1865 | 3 marzo 1867    | 38 · 39                     | 1       | 1864 · 1865 Non ricandidatosi                             |
| 2                                              |         | James M. Cavanaugh |         | Democratico  | 4 marzo 1867   | 3 marzo 1871    | 40 · 41                     | 2       | 1866 · 1868 Non ottenne la ricandidatura                  |
| 3                                              |         | William H. Clagett |         | Repubblicano | 4 marzo 1871   | 3 marzo 1873    | 42                          | 1       | 1871 Perse la rielezione                                  |
| 4                                              |         | Martin Maginnis    |         | Democratico  | 4 marzo 1873   | 3 marzo 1885    | 43 · 44 · 45 · 46 · 47 · 48 | 6       | 1872 · 1874 · 1876 · 1878 · 1880 · 1882 Non ricandidatosi |
| 5                                              |         | Joseph K. Toole    |         | Democratico  | 4 marzo 1885   | 3 marzo 1889    | 49 · 50                     | 2       | 1884 · 1886 Non ricandidatosi                             |
| 6                                              |         | Thomas H. Carter   |         | Repubblicano | 4 marzo 1889   | 8 novembre 1889 | 51                          | 1       | 1888 Ingresso nell'Unione                                 |
| Il distretto venne eliminato l'8 novembre 1889 |         |                    |         |              |                |                 |                             |         |                                                           |

### Distretto congressuale At-large
Il distretto unico (at-large) fu rappresentato da un solo deputato dal 1889 al 1913, e da due deputati sempre eletti in un collegio unico dal 1913 al 1919.
| N.                                                          | Foto    | Rappresentante     | Partito | Partito      | Carica          | Carica         | Congresso                         | Mandati | Elezioni                                                                  |
| N.                                                          | Foto    | Rappresentante     | Partito | Partito      | Inizio          | Termine        | Congresso                         | Mandati | Elezioni                                                                  |
| ----------------------------------------------------------- | ------- | ------------------ | ------- | ------------ | --------------- | -------------- | --------------------------------- | ------- | ------------------------------------------------------------------------- |
| Il distretto venne creato l'8 novembre 1889                 |         |                    |         |              |                 |                |                                   |         |                                                                           |
| 1                                                           |         | Thomas H. Carter   |         | Repubblicano | 8 novembre 1889 | 3 marzo 1891   | 51                                | 1       | 1889 Perse la rielezione                                                  |
| 2                                                           |         | William W. Dixon   |         | Democratico  | 4 marzo 1891    | 3 marzo 1893   | 52                                | 1       | 1890 Perse la rielezione                                                  |
| 3                                                           |         | Charles S. Hartman |         | Repubblicano | 4 marzo 1893    | 3 marzo 1899   | 53 · 54 · 55                      | 3       | 1892 · 1894 · 1896 Non ricandidatosi                                      |
| 4                                                           |         | Albert J. Campbell |         | Democratico  | 4 marzo 1899    | 3 marzo 1901   | 56                                | 1       | 1898 Non ricandidatosi                                                    |
| 5                                                           |         | Caldwell Edwards   |         | Popolo       | 4 marzo 1901    | 3 marzo 1903   | 57                                | 1       | 1900 Perse la rielezione                                                  |
| 6                                                           |         | Joseph M. Dixon    |         | Repubblicano | 4 marzo 1903    | 3 marzo 1907   | 58 · 59                           | 2       | 1902 · 1904 Candidatosi al Senato                                         |
| 7                                                           |         | Charles N. Pray    |         | Repubblicano | 4 marzo 1907    | 3 marzo 1913   | 60 · 61 · 62                      | 3       | 1906 · 1908 · 1910 Perse la rielezione                                    |
| —                                                           |         | John M. Evans      |         | Democratico  | 4 marzo 1913    | 3 marzo 1919   | 63 · 64 · 65                      | 3       | 1912 · 1914 · 1916 Ricandidatosi nel 1° distretto                         |
| —                                                           |         | Tom Stout          |         | Democratico  | 4 marzo 1913    | 3 marzo 1917   | 63 · 64                           | 2       | 1912 · 1914 Non ricandidatosi                                             |
| —                                                           |         | Jeannette Rankin   |         | Repubblicano | 4 marzo 1917    | 3 marzo 1919   | 65                                | 1       | 1916 Candidatasi al Senato                                                |
| Il distretto fu inattivo dal 3 marzo 1919 al 3 gennaio 1993 |         |                    |         |              |                 |                |                                   |         |                                                                           |
| 8                                                           |         | Pat Williams       |         | Democratico  | 3 gennaio 1993  | 3 gennaio 1997 | 103 · 104                         | 2       | 1992 · 1994 Non ricandidatosi                                             |
| 9                                                           |         | Rick Hill          |         | Repubblicano | 3 gennaio 1997  | 3 gennaio 2001 | 105 · 106                         | 2       | 1996 · 1998 Non ricandidatosi                                             |
| 10                                                          |         | Denny Rehberg      |         | Repubblicano | 3 gennaio 2001  | 3 gennaio 2013 | 107 · 108 · 109 · 110 · 111 · 112 | 6       | 2000 · 2002 · 2004 · 2006 · 2008 · 2010 Candidatosi al Senato             |
| 11                                                          |         | Steve Daines       |         | Repubblicano | 3 gennaio 2013  | 3 gennaio 2015 | 113                               | 1       | 2012 Candidatosi al Senato                                                |
| 12                                                          |         | Ryan Zinke         |         | Repubblicano | 3 gennaio 2015  | 1 marzo 2017   | 114 · 115                         | 1 1⁄2   | 2014 · 2016 Divenuto Segretario dell'interno                              |
| Vacante                                                     | Vacante | Vacante            | Vacante | Vacante      | 1 marzo 2017    | 21 giugno 2017 | 115                               |         |                                                                           |
| 13                                                          |         | Greg Gianforte     |         | Repubblicano | 21 giugno 2017  | 3 gennaio 2021 | 115 · 116                         | 1 1⁄2   | Eletto per terminare il mandato di Zinke · 2018 Candidatosi a Governatore |
| 14                                                          |         | Matt Rosendale     |         | Repubblicano | 3 gennaio 2021  | 3 gennaio 2023 | 117                               | 1       | 2020 Ricandidatosi nel 2º distretto                                       |
| Il distretto venne abolito il 3 gennaio 2023                |         |                    |         |              |                 |                |                                   |         |                                                                           |

### 1º distretto
| N.                                                                              | Foto    | Rappresentante          | Partito | Partito      | Carica           | Carica           | Congresso                           | Mandati | Elezioni                                                                            |
| N.                                                                              | Foto    | Rappresentante          | Partito | Partito      | Inizio           | Termine          | Congresso                           | Mandati | Elezioni                                                                            |
| ------------------------------------------------------------------------------- | ------- | ----------------------- | ------- | ------------ | ---------------- | ---------------- | ----------------------------------- | ------- | ----------------------------------------------------------------------------------- |
| Il distretto venne creato il 4 marzo 1919                                       |         |                         |         |              |                  |                  |                                     |         |                                                                                     |
| 1                                                                               |         | Washington J. McCormick |         | Repubblicano | 4 marzo 1921     | 3 marzo 1923     | 67                                  | 1       | 1920 Perse la rielezione                                                            |
| 2                                                                               |         | John M. Evans           |         | Democratico  | 3 marzo 1923     | 4 marzo 1933     | 68 · 69 · 70 · 71 · 72              | 5       | 1922 · 1924 · 1926 · 1928 · 1930 Non ottenne la ricandidatura                       |
| 3                                                                               |         | Joseph P. Monaghan      |         | Democratico  | 3 marzo 1933     | 3 gennaio 1937   | 73 · 74                             | 2       | 1932 · 1934 Candidatosi al Senato                                                   |
| 4                                                                               |         | Jerry J. O'Connell      |         | Democratico  | 3 gennaio 1937   | 3 gennaio 1939   | 75                                  | 1       | 1936 Perse la rielezione                                                            |
| 5                                                                               |         | Jacob Thorkelson        |         | Repubblicano | 3 gennaio 1939   | 3 gennaio 1941   | 76                                  | 1       | 1938 Non ottenne la ricandidatura                                                   |
| 6                                                                               |         | Jeannette Rankin        |         | Repubblicano | 3 gennaio 1941   | 3 gennaio 1943   | 77                                  | 1       | 1940 Non ricandidatasi                                                              |
| 7                                                                               |         | Mike Mansfield          |         | Democratico  | 3 gennaio 1943   | 3 gennaio 1953   | 78 · 79 · 80 · 81 · 82              | 5       | 1942 · 1944 · 1946 · 1948 · 1950 Candidatosi al Senato                              |
| 8                                                                               |         | Lee Metcalf             |         | Democratico  | 3 gennaio 1953   | 3 gennaio 1961   | 83 · 84 · 85 · 86                   | 4       | 1952 · 1954 · 1956 · 1958 Candidatosi al Senato                                     |
| 9                                                                               |         | Arnold Olsen            |         | Democratico  | 3 gennaio 1961   | 3 gennaio 1971   | 87 · 88 · 89 · 90 · 91              | 5       | 1960 · 1962 · 1964 · 1966 · 1968 Perse la rielezione                                |
| 10                                                                              |         | Richard G. Shoup        |         | Repubblicano | 3 gennaio 1971   | 3 gennaio 1975   | 92 · 93                             | 2       | 1970 · 1972 Perse la rielezione                                                     |
| 11                                                                              |         | Max Baucus              |         | Democratico  | 3 gennaio 1975   | 14 dicembre 1978 | 94 · 95                             | 1 1⁄2   | 1974 · 1976 Divenuto senatore                                                       |
| Vacante                                                                         | Vacante | Vacante                 | Vacante | Vacante      | 14 dicembre 1978 | 3 gennaio 1979   | 95                                  |         |                                                                                     |
| 12                                                                              |         | Pat Williams            |         | Democratico  | 3 gennaio 1979   | 3 gennaio 1993   | 96 · 97 · 98 · 99 · 100 · 101 · 102 | 7       | 1978 · 1980 · 1982 · 1984 · 1986 · 1988 · 1990 Ricandidatosi nel distretto At-large |
| Il distretto venne eliminato il 3 gennaio 1993 e ripristinato il 3 gennaio 2023 |         |                         |         |              |                  |                  |                                     |         |                                                                                     |
| 13                                                                              |         | Ryan Zinke              |         | Repubblicano | 3 gennaio 2023   | in carica        | 118 · 119                           | 2       | 2022 · 2024                                                                         |

### 2º distretto
| N.                                                                              | Foto    | Rappresentante    | Partito | Partito      | Carica           | Carica           | Congresso                                | Mandati | Elezioni                                                                                                  |
| N.                                                                              | Foto    | Rappresentante    | Partito | Partito      | Inizio           | Termine          | Congresso                                | Mandati | Elezioni                                                                                                  |
| ------------------------------------------------------------------------------- | ------- | ----------------- | ------- | ------------ | ---------------- | ---------------- | ---------------------------------------- | ------- | --- |
| Il distretto venne creato il 4 marzo 1919                                       |         |                   |         |              |                  |                  |                                          |         | |
| 1                                                                               |         | Carl W. Riddick   |         | Repubblicano | 4 marzo 1919     | 3 marzo 1923     | 66 · 67                                  | 2       | 1818 · 1920 Ricandidatosi al Senato                                                                       |
| 2                                                                               |         | Scott Leavitt     |         | Repubblicano | 4 marzo 1923     | 3 marzo 1933     | 68 · 69 · 70 · 71 · 72                   | 5       | 1922 · 1924 · 1926 · 1928 · 1930 Perse la rielezione                                                      |
| 3                                                                               |         | Roy E. Ayers      |         | Democratico  | 4 marzo 1933     | 3 gennaio 1937   | 73 · 74                                  | 2       | 1932 · 1934 Candidatosi come Governatore                                                                  |
| 4                                                                               |         | James F. O'Connor |         | Democratico  | 3 gennaio 1937   | 15 gennaio 1945  | 75 · 76 · 77 · 78 · 79                   | 4 1⁄2   | 1936 · 1938 · 1940 · 1942 · 1944 Deceduto                                                                 |
| Vacante                                                                         | Vacante | Vacante           | Vacante | Vacante      | 15 gennaio 1945  | 5 giugno 1945    | 79                                       |         | |
| 5                                                                               |         | Wesley A. D'Ewart |         | Repubblicano | 5 giugno 1945    | 3 gennaio 1955   | 79 · 80 · 81 · 82 · 83                   | 4 1⁄2   | Eletto per terminare il mandato di O'Connor · 1946 · 1948 · 1950 · 1952 Candidatosi al Senato             |
| 6                                                                               |         | Orvin B. Fjare    |         | Repubblicano | 3 gennaio 1955   | 3 gennaio 1957   | 84                                       | 1       | 1954 Perse la rielezione                                                                                  |
| 8                                                                               |         | LeRoy H. Anderson |         | Democratico  | 3 gennaio 1957   | 3 gennaio 1961   | 85 · 86                                  | 2       | 1956 · 1958 Candidatosi al Senato                                                                         |
| 8                                                                               |         | James F. Battin   |         | Repubblicano | 3 gennaio 1961   | 27 febbraio 1969 | 87 · 88 · 89 · 90 · 91                   | 4 1⁄2   | 1960 · 1962 · 1964 · 1966 · 1968 Dimessosi per diventare giudice federale                                 |
| Vacante                                                                         | Vacante | Vacante           | Vacante | Vacante      | 27 febbraio 1969 | 24 giugno 1969   | 91                                       |         | |
| 9                                                                               |         | John Melcher      |         | Democratico  | 24 giugno 1969   | 3 gennaio 1977   | 91 · 92 · 93 · 94                        | 3 1⁄2   | Eletto per terminare il mandato di Battin · 1970 · 1972 · 1974 Candidatosi al Senato                      |
| 10                                                                              |         | Ron Marlenee      |         | Repubblicano | 3 gennaio 1977   | 3 gennaio 1993   | 95 · 96 · 97 · 98 · 99 · 100 · 101 · 102 | 8       | 1976 · 1978 · 1980 · 1982 · 1984 · 1986 · 1988 · 1990 Ricandidatosi nel distretto At-large, non fu eletto |
| Il distretto venne eliminato il 3 gennaio 1993 e ripristinato il 3 gennaio 2023 |         |                   |         |              |                  |                  |                                          |         | |
| 11                                                                              |         | Matt Rosendale    |         | Repubblicano | 3 gennaio 2023   | in carica        | 118                                      | 1       | 2022 Non ricandidatosi                                                                                    |
| 12                                                                              |         | Troy Downing      |         | Repubblicano | 3 gennaio 2025   | in carica        | 119                                      | 1       | 2024 |